# Râșca (Neamț)
Râșca (antiguamente Tonţi) es una localidad rumana de la comuna de Drăgănești, en el condado de Neamț.

## Toponimia
El nombre antiguo del lugar era Tonţi. En 1964 pasó a llamarse Rîsca. Más adelante aparece como Râșca.

## Historia
Hacia comienzos del siglo XX, la localidad, que por entonces pertenecía al condado de Suceava, formaba parte de la comuna de Drăgănești y tenía contabilizada una población de 139 habitantes.
En la segunda mitad del siglo XX había pasado a formar parte del condado de Neamț. En el censo de 2021 la localidad tenía una población de 113 habitantes.